# Scoliosorus
Scoliosorus, monotipski biljni rod iz porodice bujadovki (Pteridaceae) smješten je u potporodicu Vittarioideae. Jedina vrsta je S. ensiformis, rasprostranjena of južnog Meksika do Paname na jugu

## Sinonimi
- Antrophyum subgen.Scoliosorus (T.Moore) Bened.

Sinonimi za vrstu:
- Antrophyum carnosum Liebm.
- Antrophyum discoideum Liebm.
- Antrophyum ensiforme Hook.
- Antrophyum falcatum M.Martens & Galeotti
- Antrophyum galeottii Fée
- Dictyogramme ensiformis (Hook.) Trevis.
- Polytaenium ensiforme (Hook.) Benedict